# O dass ich tausend Zungen hätte

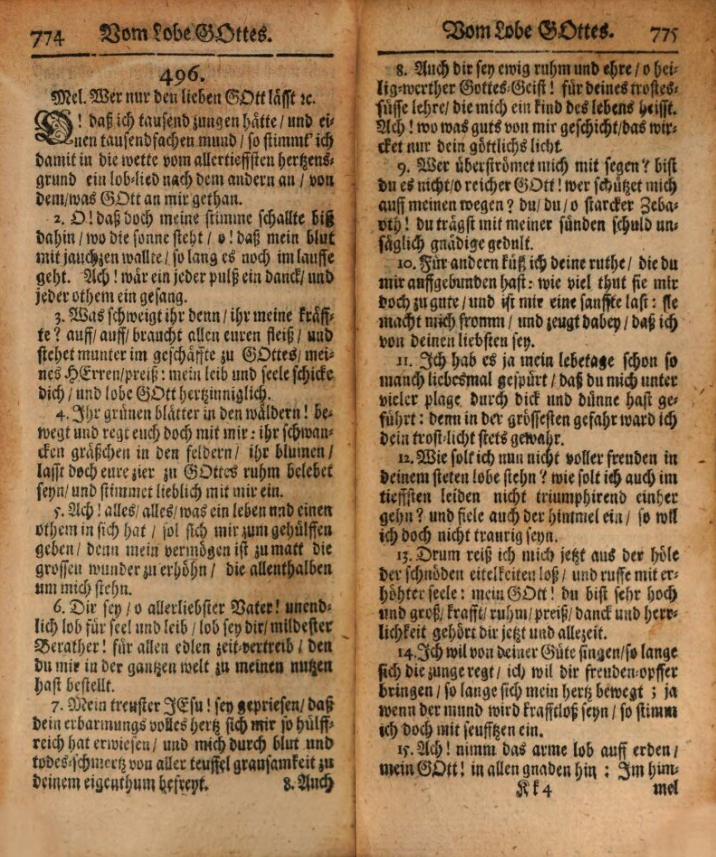
Originalausgabe des Kirchenlieds O dass ich tausend Zungen hätte (Digitalisat der Ausgabe 1705)

O dass ich tausend Zungen hätte ist ein Kirchenlied von Johann Mentzer aus dem Jahr 1704. Das Lied betont das überschwängliche Lob Gottes und ist in vielen Gesangbüchern verbreitet, im Evangelischen Gesangbuch (EG) unter der Nr. 330. Die Melodie dieses Liedes (zuerst veröffentlicht bei Johann Balthasar König im Jahr 1738) wurde historisch für eine Vielzahl anderer Liedtexte verwendet, aktuell im EG z. B. für die Lieder Nr. 200 Ich bin getauft auf deinen Namen, Nr. 240 Du hast uns, Herr in dir verbunden und Nr. 354 Ich habe nun den Grund gefunden sowie als Alternativmelodie für das Weihnachtslied Nr. 40 Dies ist die Nacht, da mir erschienen.

## Inhalt
Das Lied erschien ursprünglich im Freylinghausenschen Gesangbuch im Jahr 1704, dort in einer Fassung mit fünfzehn Strophen im Abschnitt Vom Lobe Gottes. In dieser Originalfassung sind – anders als in der heute im EG verwendeten Fassung mit sieben Strophen – in der Liedmitte drei Strophen enthalten, die in direkter Ansprache an Gott als „allerliebster Vater“, „mein treuster Jesu“ und „heilig-werter Gottes-Geist“ die Trinität besingen. Diese Verse werden als Teil des bewussten Aufbaus durch Mentzer eingeschätzt, sind im EG jedoch entfallen. Ebenso kommt der Aspekt der „Vergewisserung, dass Gott auch im Leid seine Liebe zeigt“ in der gekürzten Fassung nur noch am Rande vor. Hierdurch verliert das Lied den „ernsten Hintergrund des Lobes, das aus der Tiefe heraus geschah“, der auch von persönlichen Leiderfahrungen Johann Mentzers geprägt war. Hierzu gehörten der Tod seiner ersten Ehefrau und von sechs seiner dreizehn Kinder sowie der Verlust von Wohnhaus und Besitz durch einen Brand. Die fünfte Strophe der EG-Fassung lässt dies lediglich andeutungsweise anklingen mit den Schlusszeilen „Auch in der größesten Gefahr / ward deines Trostes ich gewahr“.
Im Aufbau und der eindrucksvollen Bild- und Wortwahl folgt das Lied barocken Grundformen. Die im Text ausgedrückte Grundhaltung des Glaubens entspricht der durch den Pietismus geprägten Frömmigkeit des Dichters. Die siebenstrophige Fassung im EG wird trotz der Kürzung als „ausdrucksstarkes Loblied“ wahrgenommen, das emphatisch und mit überschwänglichen Worten zum Lob Gottes aufruft. Hierbei werden vielfach biblische Sprachbilder verwendet; in der ersten Strophe z. B. aus Psalm 103,1–2 , in der dritten und vierten Strophe aus weiteren Psalmen, in denen die Schöpfung und „alles was Odem hat“ zum Lob Gottes aufgerufen werden. In Strophe 3 klingt Jesaja 55,11  an.
Irene Mildenberger sieht inhaltliche Beziehungen auch zu einem Gedicht von Angelus Silesius und zu Liedzeilen von Paul Gerhardt und Joachim Neander. Der Anschluss an Silesius und stärker noch Paul Gerhard wird auch von Karl Christian Thust gesehen, insbesondere auch hinsichtlich der Thematik „Lob aus der Tiefe“ (auch Gerhardt ist bekannt für glaubensstarke Loblieder trotz persönlicher Leiderfahrung). Er betont den bei Mentzer deutlichen biblischen Ausgangspunkt in den Psalmen. Mildenberger stellt zusammenfassend fest: „Mentzer gestaltete sein Loblied aus dem Geist pietistischen Singens in der Orientierung an Bibel und Liedtradition. In der gekürzten Fassung des EG ist es immer noch ein überzeugendes Sprachspiel des Gotteslobs“.

## Melodie
Die bei der Erstveröffentlichung ursprünglich mit dem Lied verbundene Melodie war die von Wer nur den lieben Gott lässt walten, im EG unter Nr. 369. In einer Folgeauflage des Freylinghausenschen Gesangbuchs von 1741 war dem Lied eine eigenständige Dur-Melodie im Dreivierteltakt zugeordnet, die als nur für den Sologesang geeignet eingeschätzt wird. Die heutige Melodie wurde im 1738 erschienenen Liederbuch Harmonischer Liederschatz von Johann Balthasar König zuerst veröffentlicht (dort beim Lied Ach, sagt mir nichts von Gold und Schätzen, Text von Angelus Silesius); vermutlich stammt sie von König selbst. In Königs Liederbuch waren 447 Texte verzeichnet, die aufgrund des Reimschemas auf diese Melodie (und zehn weitere Melodien) singbar sind; im 19. Jahrhundert wurde sie für über 100 Liedtexte vorgeschlagen. Die enge Verbindung dieser Melodie mit dem Liedtext wurde im Jahr 1790 von Johann Christoph Kühnau in dessen berühmtem Choralbuch vorgenommen. Das Lied wurde unter dieser Melodie in das 1854 als erstes gesamtdeutsches evangelisches Liederbuch erschienene Deutsche evangelische Kirchen-Gesangbuch in 150 Kernliedern als Nr. 84 aufgenommen und hat sich in dieser als „sehr gemeindetauglich“ beschriebenen Kombination seitdem durchgesetzt.
Die Melodieführung in F-Dur wird als von „freudige[m] Charakter“ und sehr passend für den Text des Liedes empfunden. Insbesondere dass in der Schlusszeile der ersten Strophe („von dem was Gott für mich getan“) die Melodie beim Wort „Gott“ vom Grundton auf den höchsten Ton springt, bringt das Anliegen des Textes zum Ausdruck – dieses Intervall sei das „größte in dieser Weise und das affektiv stärkste in Dur“. Auch andere stilistische Mittel der Melodie unterstreichen die Textinhalte, so dass Konrad Klek resümiert: „Besser kann man den Gestus des ‚Praise the Lord‘ oder ‚Erhebet die Herzen‘ in diesem Stilbereich nicht umsetzen“.

## Rezeption
Das Lied hat sich schnell über Deutschland hinaus verbreitet und wurde in mehrere Sprachen übersetzt. Die englische Fassung O would I had a thousand voices, to sound thy praise over land and sea, wurde übersetzt von Catherine Winkworth und erschien 1855 in ihrem Liederbuch Lyra Germanica. Der sehr bekannte englische Choral O for a thousand tongues to sing (deutsch Mein Mund besinge tausendfach) aus dem Jahr 1739 von Charles Wesley, der in der methodistischen Gesangbuchtradition regelmäßig als Lied Nr. 1 verwendet wird, greift möglicherweise Inhalte des Liedes auf oder entwickelt das Thema „Lob Gottes“ in inhaltlich ähnlicher Weise, bezieht sich aber nicht explizit auf Mentzer. Während sowohl deutsche als auch englische Fassungen des Liedes häufig einen Teil der Strophen auslassen – wie auch im EG sind oft die im Original sechste bis achte Strophe mit ihrem trinitarischen Lobpreis betroffen –, gibt es Liederbücher, die diese drei Strophen einzeln als eigenständiges Lied enthalten. Das Lied kommt zwar im katholischen Gesangbuch Gotteslob und in der Liste der Arbeitsgemeinschaft für ökumenisches Liedgut mit Stand Oktober 2023 nicht vor, wird aber dennoch zu den ökumenisch beliebten Lob- und Dankliedern gezählt.

## Text (EG-Fassung)
O dass ich tausend Zungen hätte 

und einen tausendfachen Mund, 

so stimmt ich damit um die Wette 

vom allertiefsten Herzensgrund 

ein Loblied nach dem andern an 

von dem, was Gott an mir getan.

O dass doch meine Stimme schallte 

bis dahin, wo die Sonne steht; 

o dass mein Blut mit Jauchzen wallte, 

solang es noch im Laufe geht; 

ach wär ein jeder Puls ein Dank 

und jeder Odem ein Gesang!

Ihr grünen Blätter in den Wäldern, 

bewegt und regt euch doch mit mir; 

ihr schwanken Gräslein in den Feldern, 

ihr Blumen, lasst doch eure Zier 

zu Gottes Ruhm belebet sein 

und stimmet lieblich mit mir ein.

Ach alles, alles, was ein Leben 

und einen Odem in sich hat, 

soll sich mir zum Gehilfen geben, 

denn mein Vermögen ist zu matt, 

die großen Wunder zu erhöhn, 

die allenthalben um mich stehn.

Wer überströmet mich mit Segen? 

Bist du es nicht, o reicher Gott! 

Wer schützet mich auf meinen Wegen? 

Du, du, o Herr Gott Zebaoth! 

Auch in der größesten Gefahr 

ward deines Trostes ich gewahr.

Ich will von deiner Güte singen, 

solange sich die Zunge regt; 

ich will dir Freudenopfer bringen, 

solange sich mein Herz bewegt; 

ja wenn der Mund wird kraftlos sein, 

so stimm ich doch mit Seufzen ein.

Ach nimm das arme Lob auf Erden, 

mein Gott, in allen Gnaden hin. 

Im Himmel soll es besser werden, 

wenn ich bei deinen Engeln bin. 

Da sing ich dir im höhern Chor 

viel tausend Halleluja vor.